# Waxahatchee
Waxahatchee — американський гурт з міста Бірмінгем, штат Алабама, створений у 2010 році.
Музика гурту була класифікована як інді-рок, інді-фолк, кантрі.
Кетрін Крачфілд (Kathryn Crutchfield) народилася 4 січня 1989 року. 
Проєкт створила співачка та автор пісень Кетрін Крачфілд після розпаду її попереднього гурту P.S. Eliot.
Гурт названий на честь Waxahatchee Creek (притока нижньої течії річки Coosa в Алабамі), поблизу якої виросла Кратчфілд.
Спочатку Waxahatchee створювався, як акустичний сольний проєкт Кетрін Крачфілд, але тепер записи сольного проєкту, як правило, пов'язують з повноцінним гуртом Waxahatchee.
У складі гурту Waxahatchee, Кетрін Крачфілд на сьогодні випустила шість сольних студійних альбомів: American Weekend (2012), Cerulean Salt (2013), Ivy Tripp (2015), Out in the Storm (2017), Saint Cloud (2020) і Tigers Blood (2024).
Крім гурту Waxahatchee, Кратчфілд також була учасником альтернативного кантрі-дуету Plains разом зі співачкою Джесс Вільямсон (Jess Williamson).

## Історія

### 2010—2017 роки
Будучи учасницею P.S. Eliot, гурту, створеного разом з її сестрою-близнюком Еллісон (Allison), Кратчфілд випустила свою першу музику на касеті як Waxahatchee. Кетрін Крачфілд записала альбом American Weekend за один тиждень, у спальні свого сімейному будинку в Бірмінгемі, штат Алабама, у 2011 році. Альбом вийшов на лейблі Don Giovanni Records у 2012 році. Тексти пісень зосереджені на особистих стосунках, спустошенні та тузі. Альбом отримав позитивні відгуки та був названий найкращим альбомом 2012 року журналом Dusted. Композиція «Be Good» стала піснею дня на радіо National Public Radio і увійшла до списку 50 найкращих пісень 2012 року. Трек «Catfish» був представлений в епізоді подкасту Welcome to Night Vale.
Другий альбом гурту Waxahatchee, Cerulean Salt, був випущений у березні 2013 року на лейблі Don Giovanni Records у США, а через чотири місяці на лейблі Wichita Recordings у Великій Британії. Альбом отримав схвальні відгуки критиків. У липні 2013 року альбом посів № 1 в чарті Official Record Store Chart і отримав 8,4 бала від Pitchfork.
Гурт Waxahatchee підтримував дует Tegan And Sara в їхньому турі по Великобританії. У жовтні того ж року гурт вирушив в хедлайнерський тур по Великобританії.
У 2015 році Кратчфілд підписала контракт з лейблом Merge Records, який випустив її третій альбом Ivy Tripp у квітні того ж року.
Решту 2015 року Waxahatchee гастролювали без зупинки, включаючи тури зі співаком на псевдонім Kurt Vile and the Violators і гуртом Sleater Kinney.

### 2017–теперішній час
У 2017 році гурт Waxahatchee гастролював з гуртом The New Pornographers, а також вирушив в хедлайнерський тур по США. Восени того ж року гурт гастролював по Європі, включно з кількома фестивальними датами.
14 липня 2017 року гурт Waxahatchee випустив четвертий альбом, Out in the Storm, на лейблі Merge Records. Альбом був записаний у студії Miner Street Recordings повним складом гурту під керівництвом співпродюсера Джона Агнелло (John Agnello). Альбом Out in the Storm знаменує собою найбільший відхід від lo-fi звучання першого альбому American Weekend. У рецензії на альбом, Сем Содомскі (Sam Sodomsky) з Pitchfork написав про «гострі, чудові пісні Кеті Кратчфілд», «захоплюючий» звук гурту та «пісні, які звучать, як запальний екзорцизм».
Гурт Waxahatchee відкривав перші за 22 роки концерти відновленого гурту Jawbreaker: в Лос-Анджелесі в музичному закладі Hollywood Palladium 10 березня 2018 року та в Нью-Йорку в музичному закладі Brooklyn Steel 27 лютого 2018 року.
У січні 2020 року гурт Waxahatchee анонсував п'ятий альбом Saint Cloud і випустив сингл під назвою «Fire». Альбом був записаний у 2019 році на Sonic Ranch у Техасі та в Long Pond у Стайвесант (Нью-Йорк), з продюсером Бредом Куком (Brad Cook). В альбомі бере участь гурт Bonny Doon з Детройту.
18 лютого Кетрін Крачфілд випустила сингл «Lilacs», а 16 березня вона випустила сингл «Can't Do Much».
У вичерпному інтерв'ю з Віллом Готцегеном (Will Gottsegen) у Billboard вона розповіла про виконавців, які вплинули на її музику та про те, як позбулася алкогольної залежності.
Альбом Saint Cloud посів 7 місце в чарті Emerging Artists від Billboard за квітень 2020 року, 1 місце в чарті Heatseekers Albums, 2 місце в чарті Americana/Folk Albums і 6 місце в чарті Alternative Albums.
Сингл «Lilacs» водночас посів 36 місце в чарті Adult Alternative Songs.

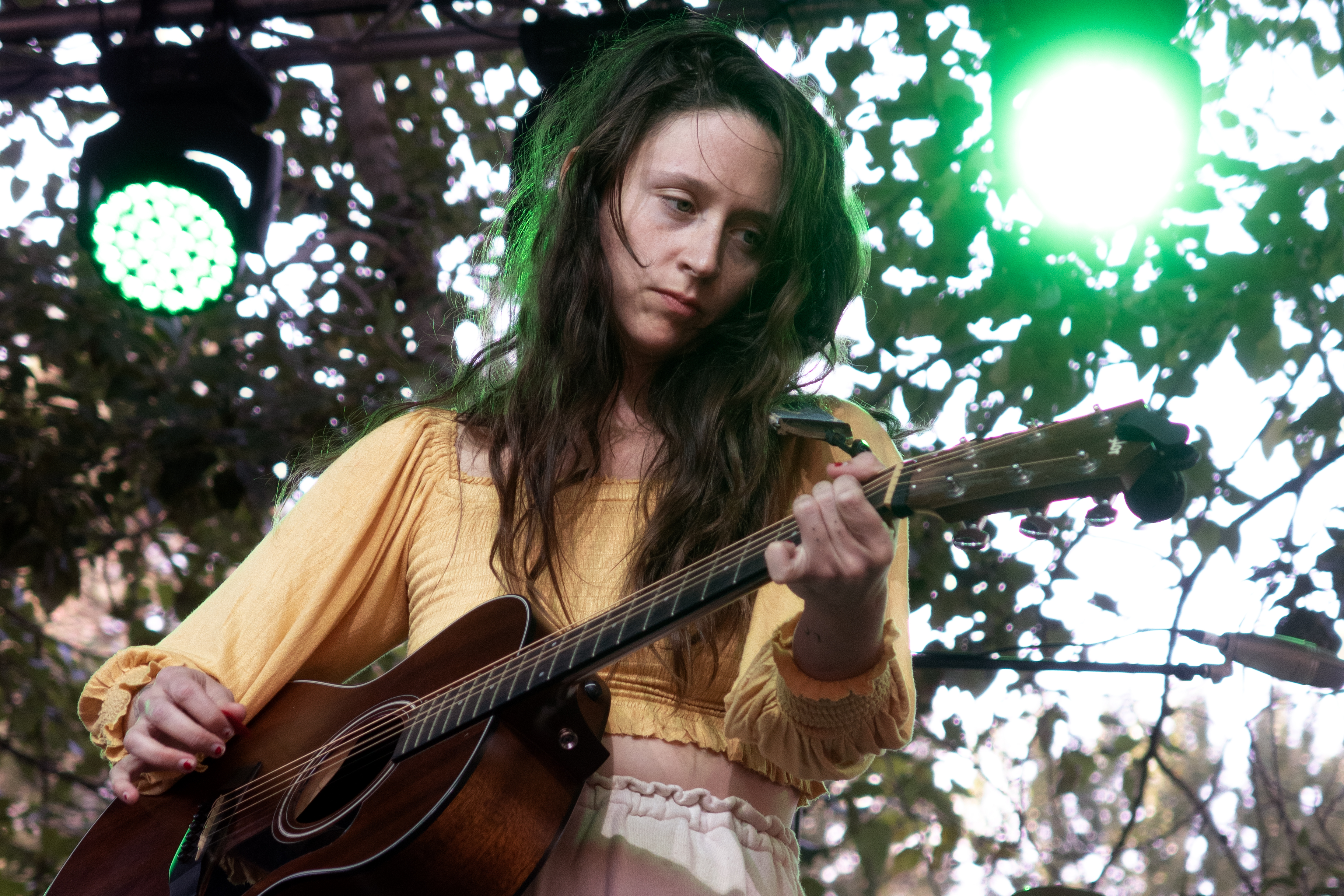
Waxahatchee виступає на фестивалі The Huichica поблизу Уолла-Уолла, Вашингтон у 2019 році.

У перші місяці пандемії COVID-19 у 2020 році Кратчфілд виконала серію виступів наживо для стрімінгової трансляції в інтернет, виступи містили всі пісні з одного з її студійних альбомів. Виступи проводились з метою нагадати про себе і отримати певний дохід після того, як пандемія спричинила призупинення всіх гастролей.
У 2021 році гурт Waxahatchee виступив на фестивалі Newport Folk Festival, а також на музичному фестивалі Mempho Music Festival в Radians Amphitheater у Мемфісі, штат Теннессі.
Альбом Saint Cloud отримав нагороду Libera Awards 2021, як найкращий кантрі-запис.
У липні 2022 року Кратчфілд анонсувала Plains — спільний проєкт зі співачкою і автором пісень Джесс Вільямсон (Jess Williamson). Їхній дебютний альбом I Walked with You a Ways вийшов у жовтні 2022 року.
У грудні 2023 року гурт Waxahatchee виступив гостем з піснею «Pretty Paper» в альбомі гурту Philly Specials, A Philly Special Christmas Special.
Наступного місяця Кратчфілд оголосила, що шостий альбом гурту Waxahatchee, Tigers Blood, буде випущений у березні 2024 року. Одночасно з оголошенням вийшов головний сингл альбому «Right Back to It». У записі альбому брав участь MJ Lenderman. Гурт Waxahatchee відправиться в тур на підтримку альбому пізніше у 2024 році, подорожуючи на гастрольному автобусі та виступаючи в театрах на 2500 місць, відмовившись від можливості грати на більших майданчиках.

## Особисте життя
Сестра-близнюк Кеті Крачфілд, Еллісон, також є музикантом, виступає сольно та з гуртом Swearin'.
Кратчфілд позбулася алкогольної залежності, її п'ятий студійний альбом Saint Cloud (2020) був здебільшого написаний про її рішення кинути пити.
З 2017 року Кеті Кратчфілд перебуває у стосунках із автором пісень Кевіном Морбі (Kevin Morby), і вони живуть разом в Оверленд-Парку, штат Канзас.
У 2017 році пара випустила кавер на пісню «After Hours», гурту Velvet Underground.
У січні 2018 року інді-лейбл Dead Oceans випустив сингл «Farewell Transmission» / «The Dark Don't Hide It» від Morby & Waxahatchee на честь автора пісень Джейсона Моліни (Jason Molina).
17 липня 2018 року Merge Records опублікувала на YouTube цифровий сингл-відео гурту Waxahatchee, Chapel of Pines.
Кавер гурту Waxahatchee на пісню Кевіна Морбі (Kevin Morby) «Downtown's Lights» був представлений у титрах шостого епізоду телесеріалу American Rust.

## Дискографія

### Студійні альбоми

#### Як Waxahatchee
| Назва                                                                               | Інформація про альбом                           | Пікові позиції в чартах | Пікові позиції в чартах | Пікові позиції в чартах | Пікові позиції в чартах | Пікові позиції в чартах | Пікові позиції в чартах | Пікові позиції в чартах | Пікові позиції в чартах | Пікові позиції в чартах | Пікові позиції в чартах |
| Назва                                                                               | Інформація про альбом                           | US                      | US Indie                | US Rock                 | BEL (FL)                | NED Vinyl               | NZ                      | SCO                     | SWE Phys.               | UK                      | UK Indie                |
| ----------------------------------------------------------------------------------- | ----------------------------------------------- | ----------------------- | ----------------------- | ----------------------- | ----------------------- | ----------------------- | ----------------------- | ----------------------- | ----------------------- | ----------------------- | ----------------------- |
| American Weekend                                                                    | - Реліз: 12 січня, 2012 - Лейбл: Don Giovanni   | —                       | —                       | —                       | —                       | —                       | —                       | —                       | —                       | —                       | —                       |
| Cerulean Salt                                                                       | - Реліз: 5 березня, 2013 - Лейбл: Don Giovanni  | —                       | —                       | —                       | —                       | —                       | —                       | —                       | —                       | 156                     | 39                      |
| Ivy Tripp                                                                           | - Реліз: 7 квітня, 2015 - Лейбл: Merge, Wichita | 153                     | 15                      | 27                      | —                       | —                       | —                       | 87                      | —                       | 98                      | 19                      |
| Out in the Storm                                                                    | - Реліз: 14 липня, 2017 - Лейбл: Merge          | —                       | 7                       | —                       | —                       | —                       | —                       | —                       | —                       | —                       | 12                      |
| Saint Cloud                                                                         | - Реліз: 27 березня, 2020 - Лейбл: Merge        | 140                     | 17                      | 19                      | —                       | —                       | —                       | 27                      | —                       | —                       | 7                       |
| Tigers Blood                                                                        | - Реліз: 22 березня, 2024 - Лейбл: Anti-        | 146                     | 27                      | 32                      | 101                     | 31                      | 35                      | 7                       | 7                       | 38                      | 4                       |
| «—» позначає запис, який не потрапив у чарти або не був випущений на цій території. |                                                 |                         |                         |                         |                         |                         |                         |                         |                         |                         |                         |

#### Разом з Plains
| Назва                                                                               | Інформація про альбом                   | Пікові позиції в чартах | Пікові позиції в чартах | Пікові позиції в чартах | Пікові позиції в чартах |
| Назва                                                                               | Інформація про альбом                   | SCO                     | UK Sales                | UK Amer.                | UK Indie                |
| ----------------------------------------------------------------------------------- | --------------------------------------- | ----------------------- | ----------------------- | ----------------------- | ----------------------- |
| I Walked with You a Ways                                                            | - Реліз: 14 жовтня, 2022 - Лейбл: Anti- | 76                      | 61                      | 4                       | 25                      |
| «—» позначає запис, який не потрапив у чарти або не був випущений на цій території. |                                         |                         |                         |                         |                         |

### Мініальбоми
| Great Thunder                                                                       | - Реліз: 7 вересня 2018 - Лейбл: Merge                        | 84 | 26 | 6 |
| El Deafo (Apple TV+ Original Series Soundtrack)                                     | - Реліз: 7 січня, 2022 - Лейбл: Apple Video Programming/Merge | –  | –  | – |
| «—» позначає запис, який не потрапив у чарти або не був випущений на цій території. |                                                               |    |    |   |

### Сингли
Як Waxahatchee
- «Under a Rock» (2015, Wichita)
- «La Loose» (2015, Wichita)
- «No Curse» (Weathervane Music's Shaking Through 2017)
- «Silver» (2017, Merge)
- «Farewell Transmission» b/w «The Dark Don't Hide It» (split 7" with Kevin Morby) (2018, Dead Oceans)
- «Recite Remorse» (2018, Merge)
- Live at Third Man (2018, Third Man)
- «Lilacs» (2020, Merge) #26 US AAA[52]
- «Talking Dust Bowl Blues» b/w «Dust Cain't Kill Me» (split 7" with The Secret Sisters) (2021, Elektra)
- «Right Back to It» (featuring MJ Lenderman) (2024, Anti-) #17 US AAA[52]
- «Bored» (2024, Anti-)
- «365» (2024, Anti-)

Разом з Plains
- «Problem With It» (2022, Anti-)
- «Abilene» (2022, Anti-)
- «Hurricane» (2022, Anti-)

Як відомий виконавець
- «Thirteen» (with Bedouine and Hurray for the Riff Raff) (2020, Spacebomb)
- «Other Side» (with Wynonna) (2022, Anti-)[53]

## Нагороди та номінації
| Рік  | Організація   | Категорія           | Номінована робота | Результат | посилання |
| ---- | ------------- | ------------------- | ----------------- | --------- | --------- |
| 2021 | Libera Awards | Record of the Year  | Saint Cloud       | Номінація | [ 54 ]    |
| 2021 | Libera Awards | Best Country Record | Saint Cloud       | Перемога  | [ 54 ]    |